# Château de Ségur
Le château de Ségur est un ancien château fort, du XIIIe siècle, dont les vestiges se dressent sur la commune française de Ségur-le-Château, dans le département de la Corrèze, en région Nouvelle-Aquitaine.
Le château, bâti sur un édifice plus ancien, fait l'objet d'une protection totale au titre des monuments historiques.

## Localisation
Les ruines du château de Ségur sont situées sur un éperon rocheux dans un méandre très prononcé de l'Auvézère dominant le bourg de Ségur-le-Château, dans le département français de la Corrèze.

## Historique
Le château qui fut une importante place des vicomtes de Limoges s'inscrit dans un ensemble castral (castrum) d'origine carolingienne.

## Description
La chapelle castrale date du XIVe siècle.

## Protection aux monuments historiques
Au titre des monuments historiques :
- la chapelle est classée par liste de 1840 ;
- les bâtiments, les murs et les sols constituant le château en totalité, à l'exception de la chapelle classée et le pont dormant donnant accès au château ainsi que la voie qui y mène, partiellement appelée rue Pertinax, sont inscrits par arrêté du 11 février 2005.